# Falconer (gruppo musicale)
I Falconer sono stati un gruppo musicale power metal svedese, creato dal chitarrista dei Mithotyn Stefan Weinerhall. Il gruppo si è sciolto nel 2020, in seguito ad un post su Facebook.

## Discografia
- 2001 – Falconer
- 2002 – Chapters from a Vale Forlorn
- 2003 – The Sceptre of Deception
- 2005 – Grime vs. Grandeur
- 2006 – Northwind
- 2008 – Among Beggars and Thieves
- 2011 – Armod
- 2014 – Black Moon Rising
- 2020 – From a Dying Ember

## Formazione

### Formazione attuale
- Mathias Blad – voce (1999-2002, 2005-2020), tastiere (1999-2002)
- Stefan Weinerhall – chitarra, cori (1999-2020), tastiere (2002-2020), basso (1999-2002)
- Jimmy Hedlund – chitarra, cori (2004-2020)
- Magnus Linhardt – basso (2004-2020)
- Karsten Larsson – batteria (1999-2020)

### Ex componenti
- Kristoffer Göbel – voce (2002-2005)
- Anders Johansson – chitarra (2002-2004)
- Peder Johansson – basso (2002-2003)